# Caminar Conociendo
Caminar Conociendo fue una revista cultural fundada en 1992 por D. José Mª Amigo Zamorano, bibliotecario Honorífico de Las Navas del Marqués (Ávila) y maestro de la localidad. Estuvo publicándose desde ese año hasta el año 2001, fecha del último número, el 9, que dedicó sus páginas, fundamentalmente, al centenario del escritor palentino César M. Arconada.
Caminar Conociendo nació en el seno de la Biblioteca Pública Municipal de esta localidad abulense con el objetivo de remover la conciencia cultural. 
Su periodicidad fue anual y se repartió, sobre todo, entre las Bibliotecas Públicas del Estado y los vecinos y visitantes de verano de Las Navas del Marqués, si bien llegó hasta las universidades de Massachusetts y Los Ángeles e incluso fue recogida en varios países como Venezuela, México y Cuba (la biblioteca 'Casa de Las Américas' de La Habana solicitó varios números).
Su salida fue recogida por numerosos medios de comunicación hablados y escritos: ABC, Raíces, Cálamo, Diario de Ávila, La Opinión de Zamora, Perfiles (revista de la O.N.C.E.)... 

## Números publicados
Los números estaban dedicados, por la Junta de la Biblioteca, a temas concretos: 
- n.º 0 a la literatura infantil y juvenil;
- n.º 2 (el n.º 1 se suprimió y se pasó al 2) a las leyendas;
- n.º 3 a los romances y coplas y al escritor Eusebio García Luengo;
- n.º 4 a Vicente Aleixandre;
- n.º 5 al cine y al Camino;
- n.º 6 a la escritora Elena Soriano, al filósofo Carlos Gurméndez y al poeta José García Nieto;
- n.º 7 a la poesía;
- n.º 8 a las artes y las letras;
- n.º 9, como ya se indicó, al escritor César Arconada.

Como los escritores y artistas que colaboraron con la revista lo hacían de forma gratuita, a veces no coincidía lo que enviaban con el tema propuesto por la Junta de la Biblioteca, lo que obligó a los editores a abrir un suplemento de XVI páginas, numeradas con números romanos. Suplemento colocado en el centro de la revista con papel de otro color, titulado 'Fontana Sonora', donde se editaban los escritos no avenidos con el tema propuesto. 
La nómina de escritores o artistas que colaboraron con la revista fue muy amplia, llegando a contarse cerca de dos centenares de personalidades entre los que destacan: Agustín García Calvo, Fanny Rubio, Julio Valdeón Baruque, Luis Mateo Díez, Victoriano Crémer, Antonio Buero Vallejo, Víctor García Hoz, Leopoldo de Luís, Concha Zardoya, José Hierro, Pere Gimferrer, Claudio Rodríguez, Juan Antonio Bardem, Román Gubern o Miguel Delibes. 
Algunos especialistas en Vicente Aleixandre, como por ejemplo el poeta Leopoldo de Luís, opinaron que el n.º 4 de Caminar Conociendo había entrado, con derecho propio, en la amplia bibliografía del Premio Nobel.